# 밀란 페트르젤라
밀란 페트르젤라(체코어: Milan Petržela, 1983년 6월 19일, 남모라바 주 호슈티체-헤롤티체 ~)는 체코의 프로 축구 선수로, 현재 1. 체스카 포트발로바 리가의 슬로바츠코에서 활약하고 있다. 그는 체코 국가대표팀에서 활약한 전적이 있다. 그는 480번이 넘는 경기에 출전해 체코 1부 리그 역대 최다 출전자로 이름을 올리고 있으며, 현재도 이 기록을 경신중이다.

## 경력
페트르젤라는 남모라바 주 호슈티체-헤롤티체에서 유년기를 보냈다.
2003년 8월, 그는 1. 체스카 포트발로바 리가의 슬로바츠코로 이적했다. 그는 새 구단 소속으로 3년 동안 70번의 경기에 출전해 2006년 여름에는 스파르타 프라하로 이적했다. 그러나, 그는 바로 야블로네츠로 임대되어 24번의 경기에 출전했다. 그는 이후 빅토리아 플젠으로 이적해 2010년에 포하르 FACR을 우승했고, 2011년에는 1. 체스카 포트발로바 리가를 우승했다.
아우크스부르크에서 실망스러운 시즌을 보낸 페트르젤라는 2013년 6월에 빅토리아 플젠에 복귀했다.
빅토리아 플젠을 떠난 페트르젤라는 2019년 여름에 슬로바츠코로 복귀해 신예 비선수진들로부터 경험에서 우러나온 노련함으로 찬사를 받았다.
2022년 5월 18일, 페트르젤라는 2021-22 시즌 포하르 FACR 결승전에 슬로바츠코의 선발로 출전해 스파르타 프라하를 3-1로 이겼다. 컵대회를 우승한 슬로바츠코는 이듬해 유로파리그 예선전에 진출했지만, 페네르바흐체에 패해 유로파 컨퍼런스리그로 물러났고, 4차 예선전에서 스웨덴의 AIK를 두 번 이겨 구단 사상 첫 유럽대항전 진출에 성공했다.
2022년 9월 15일, 페트르젤라는 2-4로 패한 쾰른과의 유로파 컨퍼런스리그 조별 리그 경기에서 득점을 기록했고, 그에 따라 그는 39세 89일로 유로파 컨퍼런스리그 역대 최고령 득점자이자 같은 날 유로파리그에서 득점한 41세 56일의 호아킨에 이어 역대 최고령 득점자 2위에도 올랐다. 이후 페페가 40세 289일로 챔피언스리그에서 득점하면서 그의 기록을 깼다.
2022년 11월 6일, 페트르젤라는 465번째 1. 체스카 포트발로바 리가 경기에 출전해 종전의 야로슬라프 실하비가 세운 464경기 출전 기록을 갈아치웠다. 2023년 12월, 불혹의 페트르젤라는 1. 체스카 포트발로바 리가 500번째 경기에 출전해 새 이정표를 세웠다.

## 경력 통계
2014년 7월 1일 기준
| 클럽              | 시즌      | 리그                      | 리그 | 리그 | 컵   | 컵 | 대륙 | 대륙 | 기타 | 기타 | 합계 | 합계 |
| 클럽              | 시즌      | 리그명                    | 출장 | 골   | 출장 | 골 | 출장 | 골   | 출장 | 골   | 출장 | 골   |
| ----------------- | --------- | ------------------------- | ---- | ---- | ---- | -- | ---- | ---- | ---- | ---- | ---- | ---- |
| 슬로바츠코        | 2003–04   | 1. 체스카 포트발로바 리가 | 20   | 1    | 0    | 0  | 0    | 0    |      |      | 20   | 1    |
| 슬로바츠코        | 2004–05   | 1. 체스카 포트발로바 리가 | 29   | 2    | 0    | 0  | 0    | 0    |      |      | 29   | 2    |
| 슬로바츠코        | 2005–06   | 1. 체스카 포트발로바 리가 | 21   | 0    | 0    | 0  | 0    | 0    |      |      | 21   | 0    |
| 슬로바츠코        | 합계      | 합계                      | 70   | 3    | 0    | 0  | 0    | 0    | 0    | 0    | 70   | 3    |
| 야블로네츠 (임대) | 2006–07   | 1. 체스카 포트발로바 리가 | 24   | 1    | 0    | 0  | 0    | 0    |      |      | 24   | 1    |
| 스파르타 프라하   | 2007–08   | 1. 체스카 포트발로바 리가 | 1    | 0    | 0    | 0  | 0    | 0    |      |      | 1    | 0    |
| 빅토리아 플젠     | 2007–08   | 1. 체스카 포트발로바 리가 | 10   | 2    | 0    | 0  | 0    | 0    |      |      | 10   | 2    |
| 빅토리아 플젠     | 2008–09   | 1. 체스카 포트발로바 리가 | 26   | 5    | 0    | 0  | 0    | 0    |      |      | 26   | 5    |
| 빅토리아 플젠     | 2009–10   | 1. 체스카 포트발로바 리가 | 29   | 1    | 5    | 3  | 0    | 0    |      |      | 34   | 4    |
| 빅토리아 플젠     | 2010–11   | 1. 체스카 포트발로바 리가 | 26   | 7    | 4    | 0  | 2    | 0    | 1    | 0    | 33   | 7    |
| 빅토리아 플젠     | 2011–12   | 1. 체스카 포트발로바 리가 | 27   | 7    | 2    | 0  | 14   | 1    | 0    | 0    | 43   | 8    |
| 빅토리아 플젠     | 합계      | 합계                      | 118  | 22   | 11   | 3  | 16   | 1    | 1    | 0    | 146  | 26   |
| 아우크스부르크    | 2012–13   | 분데스리가                | 12   | 0    | 1    | 0  | 0    | 0    | –    | –    | 13   | 0    |
| 아우크스부르크 II | 2012–13   | 레기오날리가 바이에른     | 3    | 0    | –    | –  | –    | –    | –    | –    | 3    | 0    |
| 빅토리아 플젠     | 2013–14   | 1. 체스카 포트발로바 리가 | 26   | 6    | 7    | 0  | 16   | 2    | 1    | 0    | 50   | 8    |
| 빅토리아 플젠     | 2014–15   | 1. 체스카 포트발로바 리가 | 27   | 3    | 4    | 0  | 2    | 0    | 1    | 0    | 34   | 3    |
| 빅토리아 플젠     | 2015–16   | 1. 체스카 포트발로바 리가 | 27   | 3    | 6    | 0  | 9    | 2    | 1    | 0    | 43   | 5    |
| 빅토리아 플젠     | 2016–17   | 1. 체스카 포트발로바 리가 | 23   | 2    | 1    | 0  | 9    | 0    | –    | –    | 33   | 2    |
| 빅토리아 플젠     | 2017–18   | 1. 체스카 포트발로바 리가 | 24   | 2    | 2    | 0  | 13   | 2    | –    | –    | 39   | 4    |
| 빅토리아 플젠     | 2018–19   | 1. 체스카 포트발로바 리가 | 20   | 1    | 2    | 0  | 6    | 0    | 2    | 0    | 30   | 1    |
| 빅토리아 플젠     | 합계      | 합계                      | 147  | 17   | 22   | 0  | 55   | 6    | 5    | 0    | 229  | 23   |
| 슬로바츠코        | 2019–20   | 1. 체스카 포트발로바 리가 | 27   | 4    | 2    | 1  | –    | –    | –    | –    | 29   | 5    |
| 슬로바츠코        | 2020–21   | 1. 체스카 포트발로바 리가 | 33   | 5    | 1    | 0  | –    | –    | –    | –    | 34   | 5    |
| 슬로바츠코        | 2021–22   | 1. 체스카 포트발로바 리가 | 30   | 4    | 5    | 0  | 2    | 0    | –    | –    | 37   | 4    |
| 슬로바츠코        | 2022–23   | 1. 체스카 포트발로바 리가 | 0    | 0    | 0    | 0  | 0    | 0    |      |      | 0    | 0    |
| 슬로바츠코        | 합계      | 합계                      | 90   | 13   | 8    | 1  | 2    | 0    | 0    | 0    | 100  | 14   |
| 경력 합계         | 경력 합계 | 경력 합계                 | 465  | 56   | 42   | 4  | 73   | 7    | 6    | 0    | 586  | 67   |

1. 1 2 3 4  체스키 수페르포하르 출전 경기 기록
2. ↑  리그 플레이오프전 출전 경기 기록

## 수상
빅토리아 플젠
- 1. 체스카 포트발로바 리가: 2010–11
- 포하르 FACR: 2009–10
- 체스키 수페르포하르: 2011

슬로바츠코
- 포하르 FACR: 2021–22